# Phenomen
Phenomen ist eine Schweizer Pop-Klassik-Gesangsgruppe aus Bern.

## Geschichte
Phenomen wurde anlässlich eines einmaligen Engagements im Juli 2009 von den Sängern Patric Heller, Stefan Baumann, Erwin Schneider und Yves Rico Jaquillard gegründet. Seit Dezember 2010 sind Phenomen Preisträger des Prix Walo. Nationale Bekanntheit erlangte die Gruppe 2010/2011 durch die Teilnahme bei Die grössten Schweizer Talente. Phenomen belegte dort den fünften Platz. Seither wird das Quartett regelmässig für Grossanlässe gebucht.
2013 ersetzte Dominik Gerber Yves Jaquillard, der die Gruppe aus privaten Gründen verliess. Im November 2013 veröffentlichte die Gruppe ihr erstes Album Embracing Souls, wobei es sich um sechs selbstkomponierte Lieder handelte. Ein Jahr später wurde zusammen mit der Thomas Biasotto Big Band das zweite Album Voci d’Oro veröffentlicht. Produzent war die Mood Factory AG. Auf dem Album sang Michèle Bircher, die Gewinnerin von The Voice Kids Germany 2013, zwei Songs mit.
Im Dezember 2017 verabschiedet sich Phenomen in der Schweiz und im Juli 2018 gibt die Gruppe ihr Abschlusskonzert in Brandenburg an der Havel, Deutschland.
Die zwei Sänger Patric Heller und Stefan Baumann führen ihre musikalische Karriere im Rahmen ihrer Soloprojekte weiter. 

## Diskografie
- 2013: Embracing Souls (Sound Service Wigra)
- 2014: Voci d'Oro (zusammen mit der Thomas Biasotto Big Band, Deepdive Records)